# Irvi
L'Irvi è un fiume di 11 km che scorre a Ingurtosu, Arbus.

## Corso del fiume
L'Irvi nasce sulla punta Accorradroxiu 626 m s.l.m., e sfocia nel rio Piscina.